# 크리스마스 트리

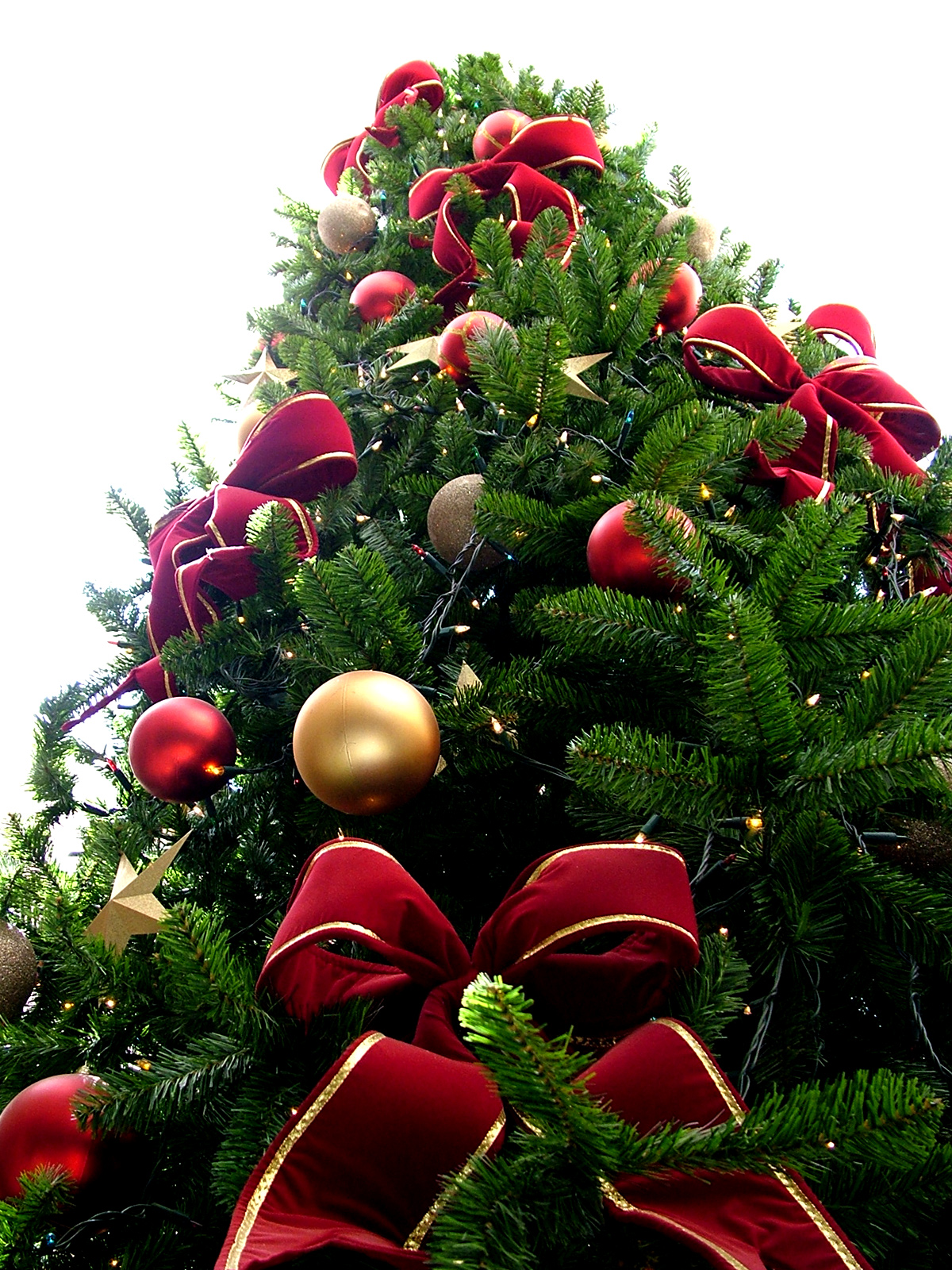
리본, 별, 공으로 장식된 크리스마스 트리

크리스마스 트리(영어: Christmas tree)는 크리스마스 시즌에 여러 가지 장식으로 꾸미는 나무다. 구상나무, 전나무, 소나무 등 상록 침엽수를 집안이나 야외에 식재하고 전구와 장식품 등으로 꾸민다.

## 역사
"크리스마스"의 날짜에 대해서는 여러 가지 설이 있다. 그중에서도 가장 유력한 12월 25일 설은 고대 "로마"에서 지키던 동지날을 채택한데서 비롯됐다. 당시 "로마"의 이교도들은 동지절(12월 24일 - 다음해 1월 6일)을 하나의 대축제이자 명절로 지키고 있었다. 그래서 고대 교회의 "로마" 주교는 기독교가 이교도들을 정복했다는 의미에서 이교도의 축제일인 동지를 "그리스도의 탄생일"로 채택했다.
"크리스마스"를 교회가 교리적으로 지키기 시작한 것은 4세기 후반부터이다. 고대 "로마"교회에서 기원한 "크리스마스"를 지키기 시작한 연대에 대해서는 335년설과 354년설이 맞서 있다. "성탄일"은 그 후 동방 교회로 퍼져 나가 콘스탄티노폴리스(379년),"카파도기아"(382년) 등에서 지키기 시작했고 교회력의 기원이 되었으며 현재 세계적으로 통용되고 있는 시력 기원의 발단이 되었다.
"로마"의 "액시그누스"(500-544)가 533년 부활절표를 작성할 때 계산한 데서 비롯된 시력 기원의 기점인 "그리스도"의 탄생은 실제로는 현재보다 4년이 앞당겨진다.
"성경"에는 예수님의 탄생 년도나 날자의 기록이 전혀 없다. 12월 25일을 "그리스도"의 탄생일로 정한 최고(最古)의 기록이라는 "안디옥" 주교의 "데오필로스"기록(175-183)도 학자들간에는 위작(僞作)이라고 단정되고 있다.
"그리스도"와 "미사"가 합쳐 구성된 용어인 "크리스마스"사건에 관한 성경적 근거로는 "마태복음 제 1 장"과 "누가복음 제 2 장"을 들 수 있다.
성경에 나타난 예수님의 처녀 탄생은 천사의 고지, 이상한 별의 출현, "베들레헴"의 말 구유까지 박사들을 인도한 빛 등은 "그리스도"가 인간이된 비밀을 알려주는 것이라고 볼 수 있다.
마치 바늘과 실의 관계처럼 성탄에 널리 유행하는 "크리스마스 트리"의 관습은 고대 "애굽"에서의 동지제(冬至祭) 때의 나뭇가지 장식, "로마" 축제 행렬에서의 촛불을 단 월계수 가지 장식 등 옛날의 성목(聖木) 숭배에 그 기원을 두고있다.
흔히 "크리스마스 트리"로 전나무를 사용하게 된것에는 전설이 있다. 8세기경 독일에 파견된 선교사 "오딘"은 신성하다는 떡갈나무에 사람을 제물로 바치는 야만적 풍습을 중지시키기 위해 옆의 전나무를 가리키며 " 이 나무 가지를 가지고 집에 돌아가 아기 예수의 탄생을 축하하라"고 설교한데서부터 비롯됐다는 것이다.
현대를 사는 모든 성실한 종교개혁의 후예들, 정통 신앙의 말씀 중심의 그리스도인들에게 오늘 하나님께서는 말씀 하신다. "너는 허망한 풍설을 전파하지 말며 악인과 연합하여 무함하는 증인이 되지 말며 다수를 따라 악을 행하지 말라."(출23:1~2)

### 기원
종교 개혁자인 마르틴 루터가 크리스마스 이브 밤 중에 숲속을 산책하고 있었다. 마르틴 루터는 평소 어둡던 숲이 등불을 켜놓은 듯이 환하게 빛나는 것을 보고 깜짝 놀랐다. 영롱한 달빛이 소복하게 눈이 쌓인 전나무 위에 비치고, 주변을 환하게 비춰서 빛의 향연을 벌이고 있었던 것이다. 그것을 본 마르틴 루터는 순간 중요한 깨달음을 얻었다. “인간은 저 전나무와도 같다. 한 개인은 어둠 속의 초라한 나무와도 같지만 예수님의 빛을 받으면 주변에 아름다운 빛을 비추일 수 있는 존재이다.” 마르틴 루터는 이 깨달음을 사람들에게 설명하기 위해 전나무 하나를 집으로 가져왔고, 눈 모양의 솜과 빛을 발하는 리본과 촛불을 장식했다. 이것이 크리스마스 트리의 시작이라 한다.

## 생산
매년 미국에서만 크리스마스 나무가 3300만~3600만 그루가 생산되며 유럽에서는 5000만~6000만 그루의 나무가 생산된다.

### 자연목

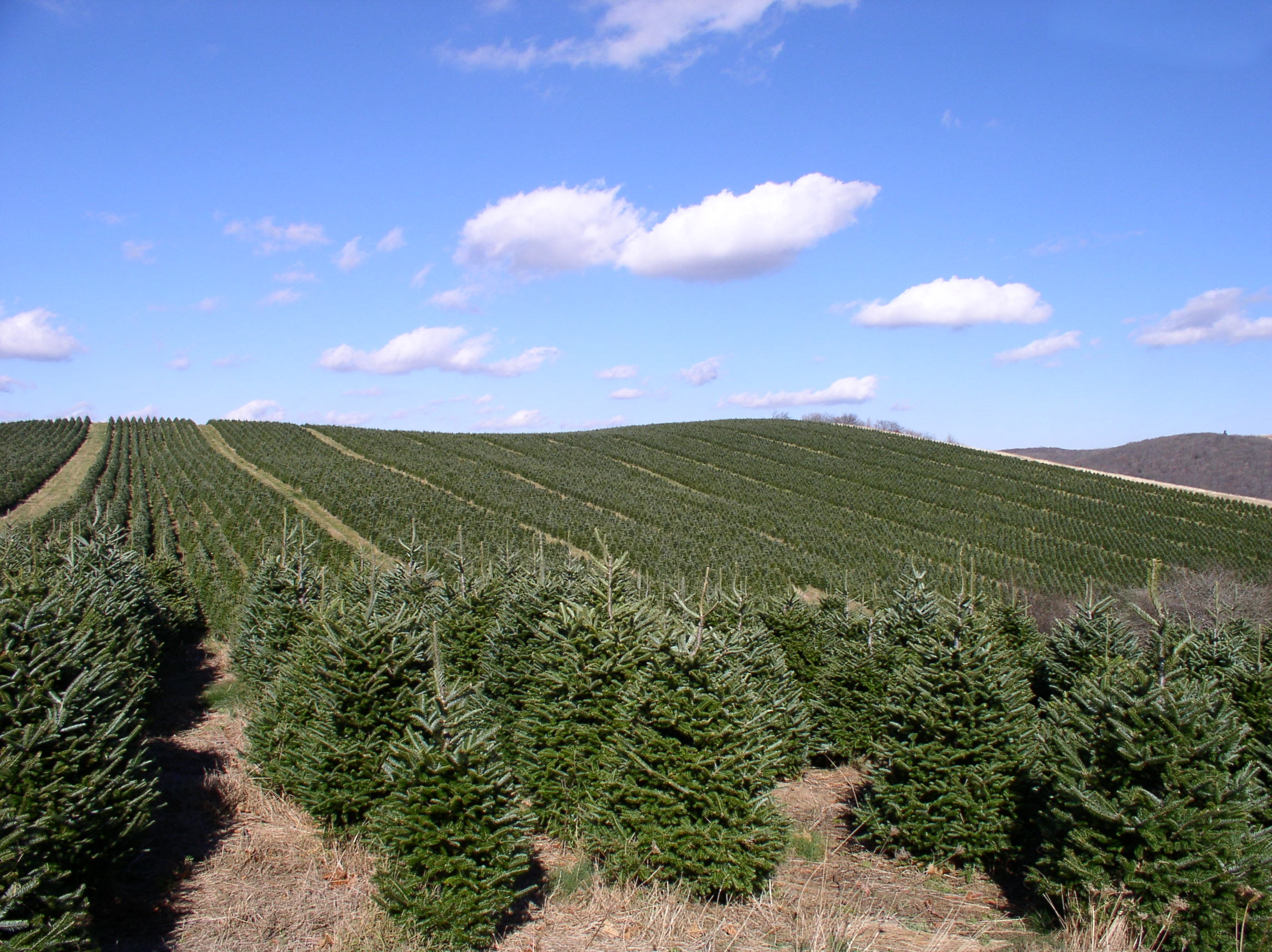
미국의 대규모 크리스마스 트리 농장

북유럽에서는 흔히 다음의 나무가 사용된다:
- 독일가문비나무
- 유럽전나무
- 구주소나무
- 우산소나무

- 북아메리카, 중앙아메리카, 남아메리카, 오스트레일리아에서는 다음의 나무가 흔히 사용된다:
- 미송
- 구주소나무
- 우산소나무
- 파라나소나무

### 인공목
크리스마스 트리에 사용된 최초의 인공목은 19세기 중 독일에서 개발되었다.(그보다 더 이전의 예시가 존재하긴 함)

인공목
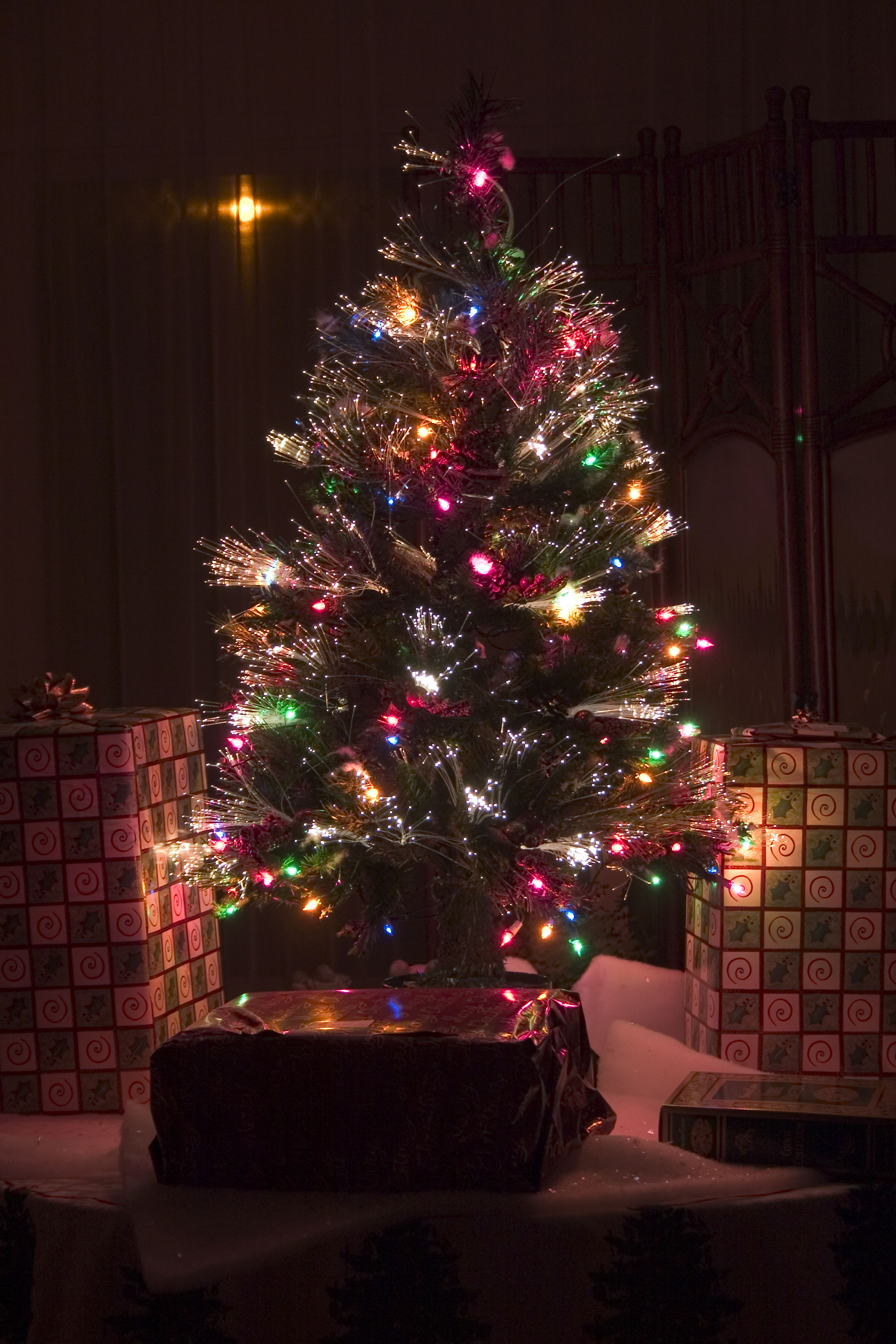
섬유조명이 있는 나무
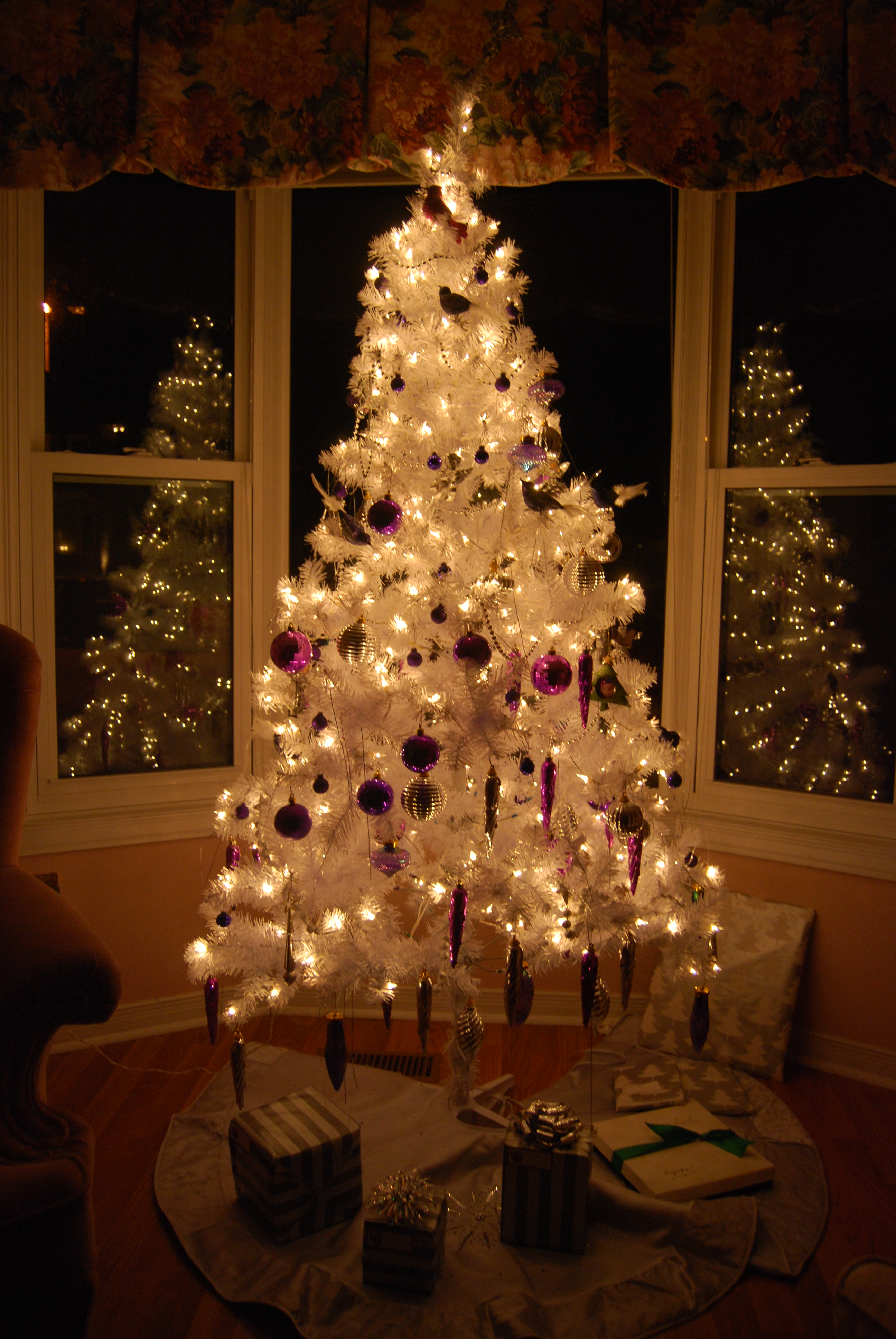
화이트 크리스마스 트리
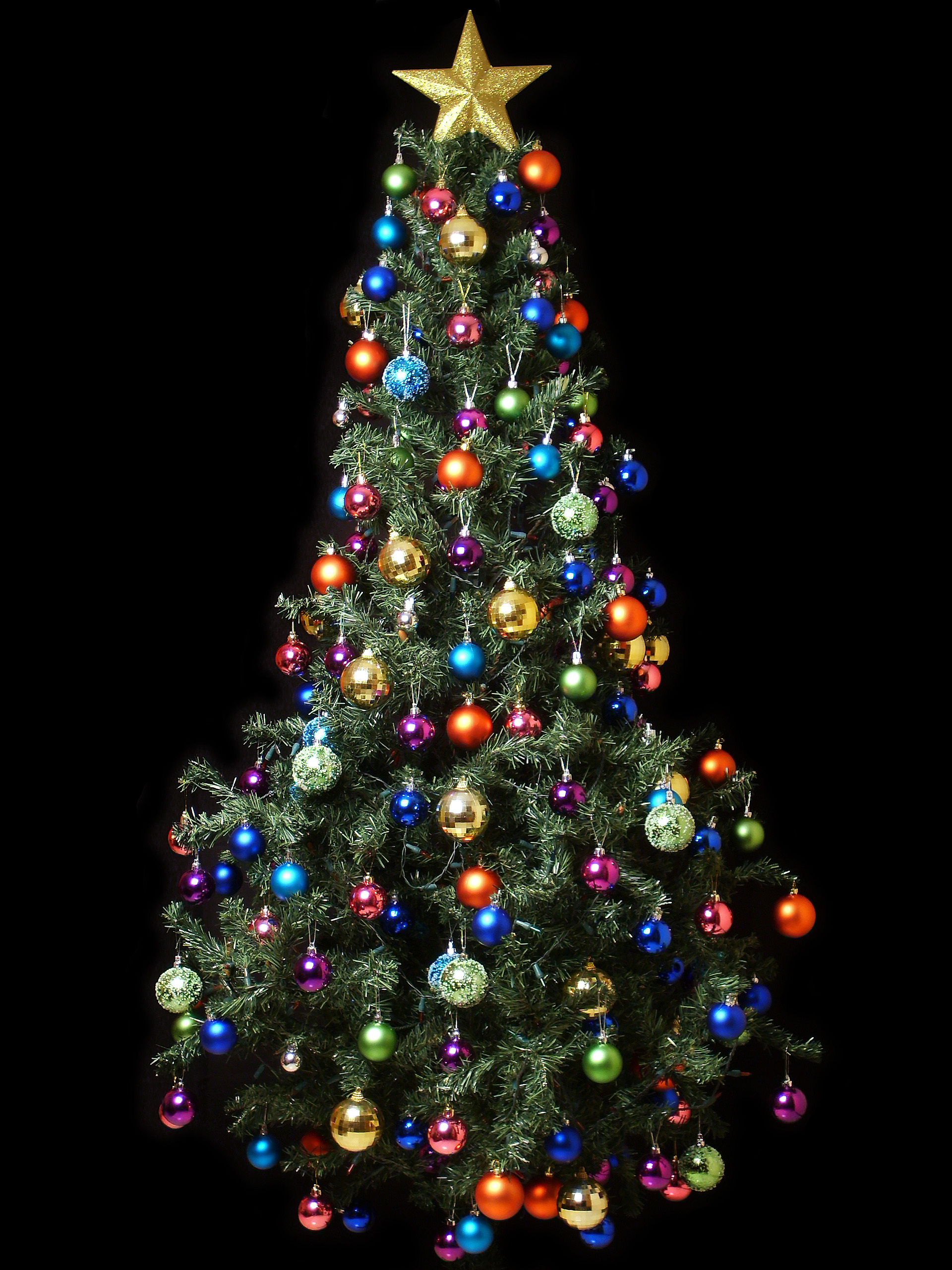
스페인의 인공목
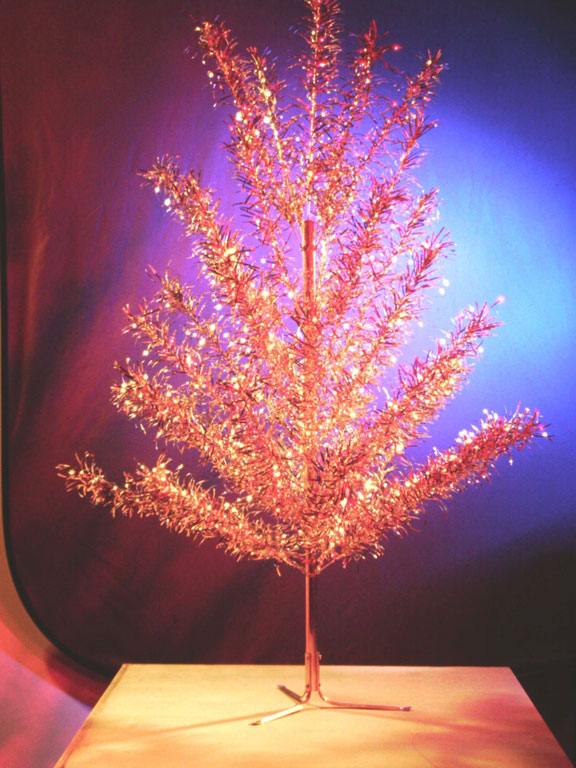
인공 알루미늄 크리스마스 트리
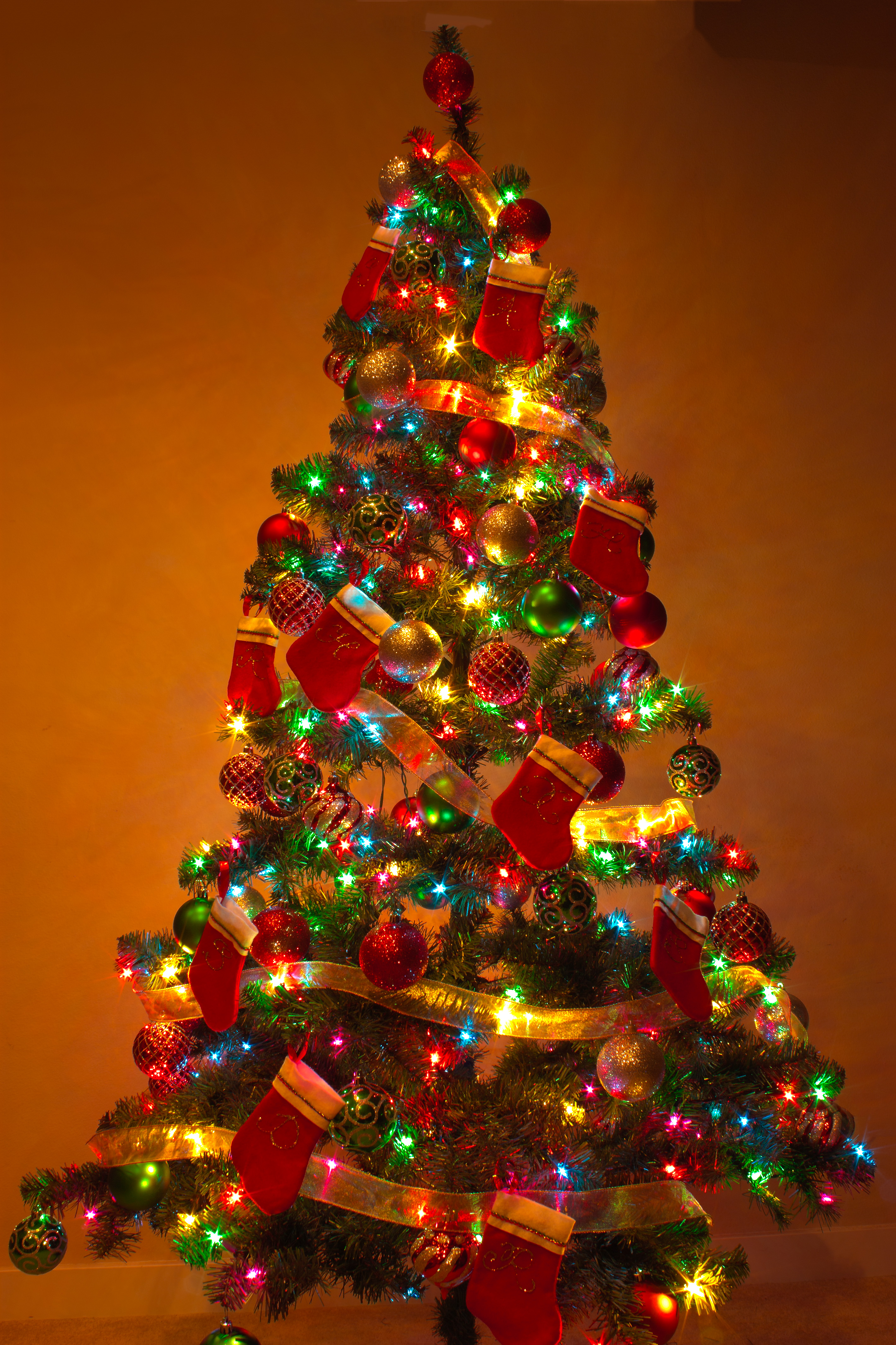
인공목
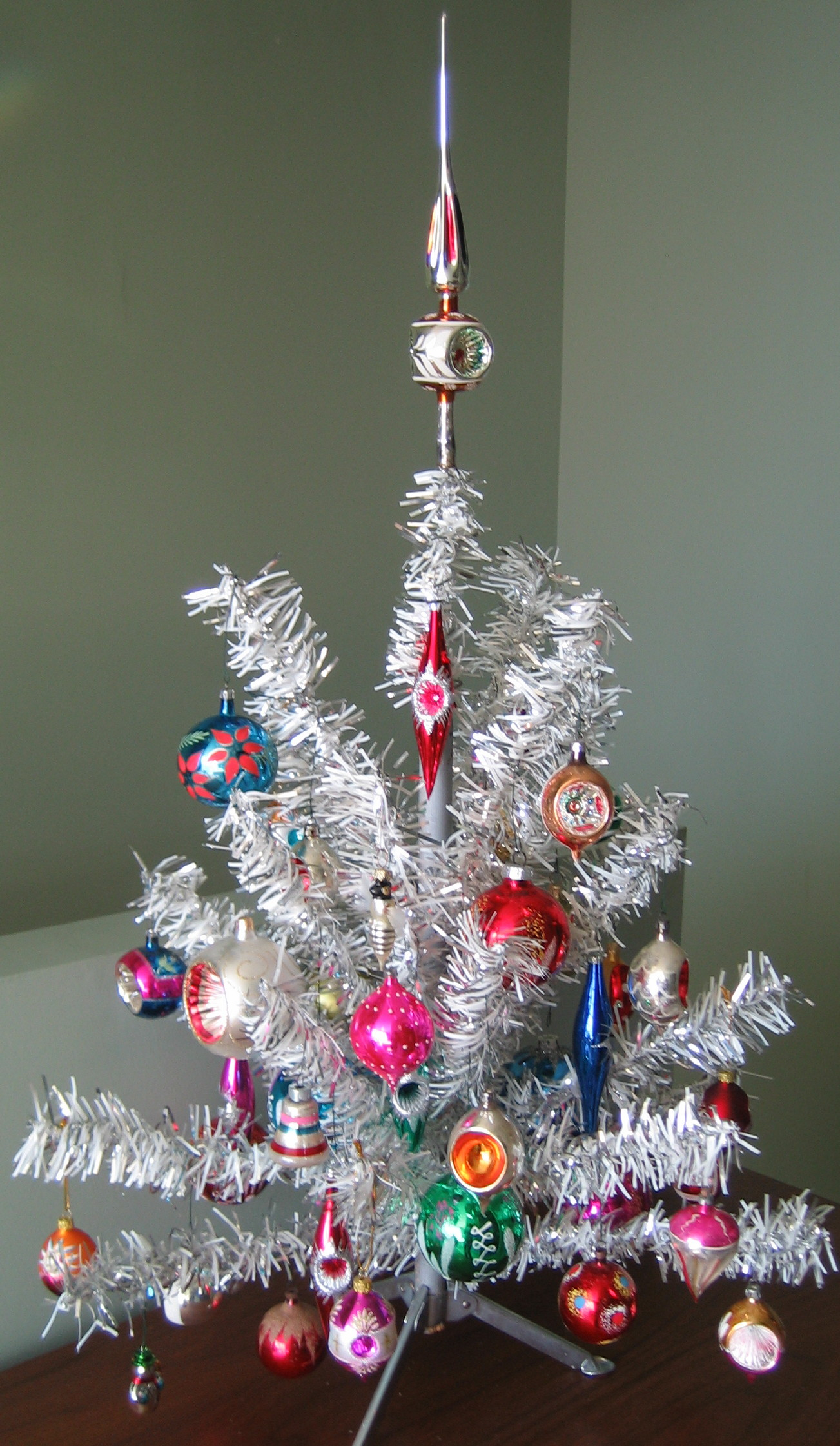
알루미늄 크리스마스 트리